# Даніела Самульскі
Даніела Самульскі (нім. Daniela Samulski, 31 травня 1984 — 22 травня 2018) — німецька плавчиня.
Учасниця Олімпійських Ігор 2000, 2008 років.
Призерка Чемпіонату світу з водних видів спорту 2009 року.
Чемпіонка Європи з водних видів спорту 2006, 2010 років, призерка 2002 року.
Чемпіонка Європи з плавання на короткій воді 2006 року, призерка 2000, 2005, 2008, 2009 років.